# Witkowo (Toruń)
Pour les articles homonymes, voir Witkowo.
Witkowo est un village de Pologne situé en Couïavie-Poméranie, dans le Powiat de Toruń et dans le gmina (commune) de Chełmża.